# Vasile Simiocenco
Vasile Simiocenco, menționat uneori Vasile Simioncenco, (n. 8 ianuarie 1947, Crișan, Tulcea, România) este un canoist⁠(d) român de sprint care a concurat în anii 1970. A câștigat șapte medalii la Campionatele Mondiale de caiac-canoe⁠(d): una de aur (K-4 10000 m: 1971⁠(d)), două de argint (K-4 500 m: 1977⁠(d), K-4 10000 m: 1975⁠(d)) și patru de bronz (K-1 4 x 500 m: 1973⁠(d), K-2 1000 m: 1971, K-2 10000 m: 1970⁠(d), K-4 10000 m: 1973).
Simiocenco a participat, de asemenea, la două Jocuri Olimpice de vară, obținând cel mai bun rezultat al său, un loc patru în proba de 1000 m K-4⁠(d) de la Montreal, în 1976.

## Distincții
- Medalia „Meritul Sportiv” clasa I (18 august 1976) „pentru rezultatele deosebite obținute la Jocurile olimpice de vară de la Montreal – 1976, precum și pentru contribuția adusă la dezvoltarea activității sportive și la creșterea prestigiului sportului românesc pe plan internațional”[3]